# 삼봉이발소
삼봉이발소는 대한민국의 만화가 하일권이 파란 웹툰에 연재했던 만화이다. 외모에 심각한 콤플렉스를 가진 사람들이 자괴감에 빠져 ‘외모 바이러스’에 걸려 발작을 일으키고, 이발사 ‘삼봉’이 저마다의 상처를 안은 사람들의 트라우마를 치료해준다는 이야기이다. 연극화도 되었다. 2012년 3월 네이버에서 재연재되고 있다. 단행본은 총 3권으로 소담출판사에서 출판하였다. 